# Élections cantonales françaises de 1870
Des élections cantonales sont organisées en France les 11 et 12 juin 1870.